# بصمة الدماغ
بصمة الدماغ هي تقنيةٌ للكشف عن الكذب، والتي تُستخدم فيها آلية التخطيط الكهربائي للدماغ لتحديد ما إذا كان هناك معلومات معينة مخزنة في دماغ الشخص. يتم بهذه التقنية قياس وتسجيل الموجات الدماغية للشخص واستجابة الدماغ عند طرح أسئلة حول جريمة ما، في محاولة استنباط "استجابة P300 [الإنجليزية]" والتي تشير إلى الإلمام بتفاصيل الجريمة. تعد هذه التقنية مثيرة للجدل، وغير مُثبتة ودقتها مشكوك بها. تبين مقارنة بصمات الدماغ مع جهاز كشف الكذب نتائج مختلطة تتفق مع «مزيج من تقنيات ثبتت قدراتها والفوائد المبالغ فيها بشكل خطير».